# Corrado di Lorena
Corrado di Lorena, o Corrado di Franconia o Corrado d'Italia (Bad Hersfeld, 12 febbraio 1074 – Firenze, 27 luglio 1101), fu duca della Bassa Lorena (Lotaringia), dal 1076 al 1087, re dei Romani assieme al padre dal 1087 al 1098 e re d'Italia assieme al padre dal 1093 al 1098.

## Origine
Corrado era il figlio maschio secondogenito del rex romanorum e futuro imperatore dei Romani, Enrico IV, sia secondo gli Annales Diibodi (Cuonradus filius imperatoris) sia secondo il Bernoldi Chronicon (Chonradus rex filius Heinrici), e della prima moglie, Berta di Savoia, come ci viene confermato dagli Annales Diibodi (Bertha imperatrix quando ne ricordano la morte) e dall'Annalista Saxo, che ci conferma altresì che era figlia del conte di Savoia e conte d'Aosta e Moriana, Oddone di Savoia e della marchesa di Torino, Adelaide. Sempre secondo l'Annalista Saxo , Enrico IV di Franconia (Heinrico inperatori filius quartus Heinricus) era il quarto figlio (maschio primogenito) del rex Romanorum ed imperatore dei Romani, Enrico III e di Agnese di Poitou.

## Biografia
Corrado nacque nell'abbazia di Hersfeld nel 1074, quando suo fratello maggiore Enrico, il maschio primogenito, era già morto nell'agosto del 1071 (poco dopo la nascita), come viene ricordato dal padre in una donazione, anche in suffragio dell'anima del figlio, Enrico (filii nostri Heinrici), nel documento nº 474 dei Heinrici IV Diplomata, datato 15 febbraio 1102.
All'età di circa due anni suo padre lo designò come suo erede e a Goslar. Nel Natale del 1075 i nobili che si trovavano presso Enrico IV gli giurarono fedeltà.
L'anno seguente, dopo che nel febbraio 1076 era stato assassinato il duca della Bassa Lorena (Lotaringia), conte di Verdun, e margravio reggente di Toscana, Goffredo il Gobbo, come viene riportato dagli Lamberti Annales, che suppongono che avvenne su mandato di Roberto I delle Fiandre, Corrado venne nominato duca della Bassa Lorena (Lotaringia), mentre all'erede designato, Goffredo di Buglione, venne concessa la marca di Anversa. In quello stesso anno, all'età di appena due anni, Corrado divenne margravio di Torino e poi, assieme alla madre, Berta, accompagnò il padre nel suo viaggio in Italia, attraversando il Colle del Moncenisio, Corrado venne affidato alle cure del vescovo Tedaldo di Milano, e rimase in Italia.
Nel 1087 venne eletto re dei Romani assieme al padre ed incoronato ad Aquisgrana, il 30 maggio, cosa che lo rendeva ufficialmente erede di suo padre. Secondo lo storico Georges Poull nel suo libro La Maison souveraine et ducale de Bar, Corrado allora rinunciò al ducato della Bassa Lorena, che fu assegnato al legittimo erede Goffredo di Buglione.
Sotto l'influenza della marchesa Matilde di Canossa, nel 1093 Corrado si rivoltò contro il padre, che era in perenne conflitto con il papato. Subito dopo, con l'appoggio di papa Urbano II, fu incoronato re d'Italia a Milano dall'arcivescovo Anselmo III, mentre suo padre si trovava bloccato a Verona. Secondo Landolfo Iuniore, cronista di Milano, venne incoronato anche a Monza, dove si trovava la Corona ferrea; secondo lo storico tedesco, Hubert Houben, nel suo Roger II of Sicily: A Ruler Between East and West, Corrado si autoincoronò.
Nel 1095, poco dopo il concilio di Piacenza, dimostrò la propria lealtà a papa Urbano II offrendogli il giuramento di fedeltà nell'incontro di Cremona e servì come strator, guidando personalmente il cavallo del papa a piedi come gesto di umiltà. In cambio, Urbano gli promise la corona imperiale. Sempre nello stesso anno, il papa aveva benedetto il suo matrimonio con Costanza di Sicilia, figlia del conte Ruggero I di Sicilia.
Suo padre ritrattò le proprie posizioni con il Reichstag di Magonza nell'aprile del 1098, deponendo Corrado e designando il suo figlio più giovane Enrico come suo successore: i principi tedeschi lo elessero re dei Romani (correggente assieme al padre). Dopo questo, a Corrado riuscì estremamente difficile reggere ancora lo scettro del comando in Italia e, nel 1101 del resto, egli morì, a soli ventisette anni, a Firenze. Fu sepolto nella chiesa di Santa Reparata, su cui oggi sorge il duomo di Santa Maria del Fiore.

## Matrimonio e discendenza
Secondo il Bernoldi Chronicon, Corrado (Chonradus rex) a Pisa (in Tusciam Pisas) sposò la figlia del conte di Sicilia Ruggero I (filiam Rogerii ducis de Sicilia), aggiungendo che era ancora molto giovane (adhuc admodum parvulam) ed aveva una cospicua dote (cum inaudita pecunia). Il nome della sposa non è menzionato, ma la maggior parte degli storici ritiene trattarsi di Costanza di Sicilia (1082 - post 1135), figlia di Ruggero I e della sua seconda moglie, Eremburga di Mortain, mentre, secondo Hubert Houben, fu Maximilla († post 1137), figlia di Ruggero I e della sua terza moglie, Adelasia del Vasto. Corrado e sua moglie non ebbero figli.

## Ascendenza
|                        |                      |                          | Genitori                       |  |  | Nonni |  |  | Bisnonni             |  |  | Trisnonni       |  |
|                        |                      |                          |                                |  |  |       |  |  | Corrado II il Salico |  |  | Enrico di Spira |  |
|                        |                      |                          |                                |  |  |       |  |  | Corrado II il Salico |  |  | Enrico di Spira |  |
|                        |                      | Adelaide d'Alsazia       |                                |  |  |       |  |  | Corrado II il Salico |  |  |                 |  |
| Enrico III il Nero     |                      |                          |                                |  |  |       |  |  | Corrado II il Salico |  |  |                 |  |
|                        |                      | Gisella di Svevia        | Ermanno II di Svevia           |  |  |       |  |  |                      |  |  |                 |  |
|                        |                      | Gisella di Svevia        | Ermanno II di Svevia           |  |  |       |  |  |                      |  |  |                 |  |
|                        |                      | Gisella di Svevia        | Gerberga di Borgogna           |  |  |       |  |  |                      |  |  |                 |  |
| Enrico IV di Franconia |                      | Gisella di Svevia        |                                |  |  |       |  |  |                      |  |  |                 |  |
|                        |                      | Guglielmo V di Aquitania | Guglielmo IV di Aquitania      |  |  |       |  |  |                      |  |  |                 |  |
|                        |                      | Guglielmo V di Aquitania | Guglielmo IV di Aquitania      |  |  |       |  |  |                      |  |  |                 |  |
|                        |                      | Guglielmo V di Aquitania | Emma di Blois                  |  |  |       |  |  |                      |  |  |                 |  |
| Agnese di Poitou       |                      | Guglielmo V di Aquitania |                                |  |  |       |  |  |                      |  |  |                 |  |
|                        |                      | Agnese di Borgogna       | Ottone I Guglielmo di Borgogna |  |  |       |  |  |                      |  |  |                 |  |
|                        |                      | Agnese di Borgogna       | Ottone I Guglielmo di Borgogna |  |  |       |  |  |                      |  |  |                 |  |
|                        |                      | Agnese di Borgogna       | Ermentrude di Reims            |  |  |       |  |  |                      |  |  |                 |  |
| Corrado di Lorena      |                      | Agnese di Borgogna       |                                |  |  |       |  |  |                      |  |  |                 |  |
|                        | Umberto I Biancamano | …                        |                                |  |  |       |  |  |                      |  |  |                 |  |
|                        | Umberto I Biancamano | …                        |                                |  |  |       |  |  |                      |  |  |                 |  |
|                        | Umberto I Biancamano | …                        |                                |  |  |       |  |  |                      |  |  |                 |  |
| Oddone di Savoia       | Umberto I Biancamano |                          |                                |  |  |       |  |  |                      |  |  |                 |  |
|                        |                      | Ancilla d'Aosta          | …                              |  |  |       |  |  |                      |  |  |                 |  |
|                        |                      | Ancilla d'Aosta          | …                              |  |  |       |  |  |                      |  |  |                 |  |
|                        |                      | Ancilla d'Aosta          | …                              |  |  |       |  |  |                      |  |  |                 |  |
| Berta di Savoia        |                      | Ancilla d'Aosta          |                                |  |  |       |  |  |                      |  |  |                 |  |
|                        |                      | Olderico Manfredi II     | Olderico Manfredi I            |  |  |       |  |  |                      |  |  |                 |  |
|                        |                      | Olderico Manfredi II     | Olderico Manfredi I            |  |  |       |  |  |                      |  |  |                 |  |
|                        |                      | Olderico Manfredi II     | Prangarda di Canossa           |  |  |       |  |  |                      |  |  |                 |  |
| Adelaide di Susa       |                      | Olderico Manfredi II     |                                |  |  |       |  |  |                      |  |  |                 |  |
|                        |                      | Berta di Milano          | Oberto II                      |  |  |       |  |  |                      |  |  |                 |  |
|                        |                      | Berta di Milano          | Oberto II                      |  |  |       |  |  |                      |  |  |                 |  |
|                        |                      | Berta di Milano          | Railinda di Como               |  |  |       |  |  |                      |  |  |                 |  |
|                        |                      | Berta di Milano          |                                |  |  |       |  |  |                      |  |  |                 |  |

### Letteratura storiografica
- Z.N. Brooke, Gregorio VII e la prima disputa tra impero e papato, in «Storia del mondo medievale», vol. IV, 1999, pp. 353–421
- Z.N. Brooke, La Germania sotto Enrico IV e Enrico V, in «Storia del mondo medievale», vol. IV, 1999, pp. 422–482
- (EN)  Hubert Houben, Roger II of Sicily: A Ruler Between East and West.